# Wang Ben
Wang Ben (En xinès: 王賁), va ser un general de l'estat de Qin, durant el Període dels Regnes Combatents. Era el fill del conegut general Wang Jian. Va tenir un paper important en les Guerres d'unificació Qin. En el manga Kingdom, on rep el nom d'«Ou Hon», fill d'Ou Sen, és un expert llancer i general de Qin, té una actitud bastant arrogant a causa del seu estatus i les seves habilitats. També té certa rivalitat amb Li Xin, ja que ambdós són dos joves prometedors que planegen convertir-se en Grans Generals dels Cels.
El 225 aC un exèrcit format per milers de combatents de Qin dirigit per Wang Ben va atacar per sorpresa l'Estat de Chu, aquest atac es va planejar com un atac preventiu, ja que al mateix temps també pretenien atacar l'Estat de Liang. Després de l'atac a Chu va dirigir les seves forces al nord per assetjar Daliang, la capital de Liang. Aquesta ciutat estava situada entre els rius Sui i Ying, a més del Canal Hong, aquesta situació geogràfica l'hi proporcionava una defensa natural important. Era molt difícil penetrar en la ciutat així que Wang Ben va idear una estratègia, dirigir les aigües del Riu Groc i del Canal Hong perquè inundessin Dailang. Les tropes van intentar-ho durant tres mesos, mentre mantenien el setge de la ciutat, i al final van tindre èxit. Dailang es va inundar i van morir més de 100.000 persones. El rei Jia de Wei es va rendir i l'estat de Wei va caure sota el control de Qin.
El 222 aC va dirigir un exèrcit que va envair Liaodong i eliminar els romanents de l'exèrcit de Yan, va capturar el rei Xin, i així també va caure Yan sota el control de Qin. El mateix any també va dirigir un exèrcit que va conquerir l'estat de Dai, els romanents de l'estat de Zhao, i va capturar el rei Jia.